# Ericthonius tolli
Ericthonius tolli är en kräftdjursart som beskrevs av Brüggen 1909. Ericthonius tolli ingår i släktet Ericthonius och familjen Ischyroceridae. Inga underarter finns listade i Catalogue of Life.